# نورميلاتونين
نورميلاتونين هو مركب كيميائي عضوي صيغته C12H14N2O2، ويسمى أيضاً N-أسيتيل السيروتونين. لمركب نورميلاتونين صلة وصل من الناحية البنيوية مع ميلاتونين، حيث يختلف عن الأخير بعدم وجود مجموعة ميثيل مرتبطة بذرة أكسجين الوظيفة الهيدروكسيلية، بالتالي فهو يعد منزوع الميثيل بالمقارنة مع الميلاتونين، ومن هنا أتى استخدام السابقة نور- قبل الاسم.
يعد النورميلاتونين مركب طليعياً (سلفاً) ومركباً وسطياً في عملية التشكيل الداخلية للميلاتونين من السيروتونين.

## الوظيفة الحيوية
كما هو الحال مع الميلاتونين فإن النورميلاتونين يعد ناهضاً مستقبلات الميلاتونين MT1 وMT2 وMT3؛ ويمكن أن يعد من النواقل العصبية. بالإضافة إلى ذلك، فقد وجد أن نورميلاتونين بنتشر في مناطق في الدماغ لا يتواقر فيها السيروتونين ولا الميلاتونين، مما دفع إلى الاقتراح بأن نورميلاتونين قد يكون مهام رئيسية تزيد عن كونه مجرد مركب طليعي في الاصطناع الحيوي للميلاتونين. وجد أن للنورميلاتونين آثار مضادة للاكتئاب ومغذية للأعصاب، بالإضافة إلى آثار تحسن من الإدراك المعرفي.